# Murray (Nebraska)
Murray es una villa ubicada en el condado de Cass, Nebraska, Estados Unidos. Según el censo de 2020, tiene una población de 480 habitantes.

## Geografía
La localidad está ubicada en las coordenadas 40°54′59″N 95°55′36″O / 40.91639, -95.92667. Según la Oficina del Censo de los Estados Unidos, tiene una superficie total de 0.97 km², correspondientes en su totalidad a tierra firme.

## Demografía
Según el censo de 2020, hay 480 personas residiendo en Murray. La densidad de población es de 500 hab./km². El 93.8% de los habitantes son blancos, el 0.4% son amerindios, el 0.4% son asiáticos, el 0.2% es de otra raza y el 5.2% son de una mezcla de razas. Del total de la población, el 2.9% son hispanos o latinos de cualquier raza.